# Media Band
Die Media Band (zunächst Orchester Harald Banter bzw. Harald-Banter-Ensemble) war eine Band der gehobenen Unterhaltungsmusik mit zeitweise bis zu zwölf Musikern, die auch als Solisten fungierten.

## Geschichte
Der als Gerd von Wysocki geborene Harald Banter wechselte als Programmgestalter 1952 zum NWDR Köln, dem späteren WDR und gründete im selben Jahr die Formation. Im April 1952 wurde vom WDR die erste Sendung mit Harald Banter und seinem Ensemble ausgestrahlt. Seit März 1955 gab es einen festen Produktionsvertrag, der den Bestand der Formation, die nun häufig als Orchester Harald Banter tituliert wurde, seitens der Programmdirektion garantierte. Sie spielte Jazz, Tanzmusik und gehobene Unterhaltungsmusik, teilweise gemeinsam mit dem Sinfonieorchester des Senders. In den Folgejahren kam die Formation in unregelmäßigen Abständen zu Produktionen zusammen. Seit 1962 firmierte das Ensemble als Media Band des Westdeutschen Rundfunks und war eine der Stammformationen des Senders. Banter leitete die Band bis 1974; zwischen 1974 und 1976 stand der Bassist Andreas Scheer an der Spitze des Ensembles; danach arbeitete es mit Gastdirigenten. Banter leitete das Ensemble noch einmal von 1979 bis zu dessen Auflösung zum 1. August 1982.
Die Band spielte häufig in Fernsehsendungen, etwa in den Tanzkurs-Reihen Gestatten Sie? – Tanzunterricht mit dem Ehepaar Fern und Tanzparty mit dem Ehepaar Fern, aber auch in dem Radioquiz Spaß muss sein mit Hans Rosenthal und Hörfunkkrimi-Produktionen wie Paul Temple. Sie war auch an der Aufführung Neuer Musik beteiligt, so 1970 unter Leitung von York Höller an der Rundfunkoper Die Badewanne von Manfred Niehaus.
Die mit dem Ensemble eingespielte Filmmusik Melissa von Peter Thomas erreichte 1966 Platz 4 der deutschen Charts. Nach wenigen weiteren Einzelaufnahmen, die zuvor auf Samplern veröffentlicht wurden, erschien 2007 eine CD Cologne Swing and Ballads mit Aufnahmen der Media Band aus den Jahren 1977–1981, gefolgt von Banter: Swinging Evergreens.